# 阿兹扎韦达
阿兹扎韦达（阿拉伯语：‎）是位於巴勒斯坦國加沙地带代尔拜莱赫省的一个城镇，它地處代爾拜萊赫东北约三公里处，马加齐位於阿兹扎韦达的東邊。根据巴勒斯坦中央统计局2017年人口普查，當地的居民人數達23,841人。 